# Polyura uraeus
Polyura uraeus är en fjärilsart som beskrevs av Rothschild och Jordan 1899. Polyura uraeus ingår i släktet Polyura och familjen praktfjärilar. Inga underarter finns listade i Catalogue of Life.